# Liste des commandants iraniens dans la guerre Iran-Irak
Pendant la guerre Iran-Irak (1980-1988), les forces armées de la République islamique d'Iran se composaient de trois corps : le Corps des Gardiens de la révolution islamique, l'armée de la République islamique d'Iran et le Basij.

## Armée islamique d'Iran
L'armée islamique d'Iran est divisée en trois forces pendant la guerre Iran-Irak :
1. Armée de terre d'Iran
2. Force aérienne de la République islamique d'Iran
3. Marine de la République islamique d'Iran

## Corps des Gardiens de la révolution islamique
Le Corps des Gardiens de la révolution islamique ne possédait initialement que des forces terrestres. Les Forces aériennes et les forces navales du Corps des gardiens de la révolution islamique sont fondées en 1985.

## Basij
Niruyeh Moghavemat Basij (« Force de mobilisation de la résistance ») couramment appelé Bassidj  (aussi transcrit Basij, le mot persan بسيج signifiant « mobilisé ») est une force paramilitaire iranienne qui a été fondée par l'ayatollah Khomeini en novembre 1979,.

## Commandants deForces armées iraniennes
Chef d'équipe :
- Valiollah Fallahi (en) (Début de la guerre-29 septembre 1981)[3]
- Qasem-Ali Zahirnejad (en) (1er octobre 1981–25 octobre 1984)[3]
- Esmaeil Sohrabi (en) (25 octobre –1988)[3]
- Ali Shahbazi (en) (1988–Fin de la guerre)[4]

Armée de terre d'Iran :
- Qasem-Ali Zahirnejad (en) (Début de la guerre-1er octobre 1981)[3]
- Ali Sayad Shirazi (1er octobre 1981-Printemps 1986)[3],[5]
- Hossein Hassani-Sadi (en) (Printemps 1986-Fin de la guerre)[5]

Force aérienne de la République islamique d'Iran:
- Javad Fakoori (en) (Début de la guerre-29 septembre 1981)[3]
- Mohammad-Hossein Moinpour (en) (2 octobre 1981-25 novembre 1983)[3]
- Houshang Seddigh (en) (25 novembre 1983-1986)[3],[4]
- Mansour Sattari (en) (1986-fin de la guerre)[4]

Marine de la République islamique d'Iran :
- Bahram Afzali (en) (Début de la guerre-30 avril 1983)[3]
- Esfandiar Hosseini (en)(30 avril 1983-25 juin 1985)[3]
- Mohammad-Hossein Malekzadegan (en) (25 juin 1985-fin de la guerre)[3]

Corps des Gardiens de la révolution islamique :
Commandant en chef
- Mohsen Rezaï(11 septembre 1981-fin de la guerre)[3]

Basij
- Amir Majd (Début de la guerre-décembre 1981)[3]
- Ahmad Salek (en) (December 1981—)[3]
- Mohammad-Ali Rahmani (en) (16 février 1984-fin de guerre)[3]

Forces aériennes des Gardiens de la révolution islamique
- Mousa Refan (en) (1985-fin de la guerre)

Marine de l'armée des gardiens de la révolution islamique:
- Hossein Alaei (en) (1985-fin de la guerre)

## Les ministres
Ministère de la Défense et de la Logistique des Forces Armées(Iran):
- Mostafa Chamran (Début de la guerre-29 octobre 1980)[3]
- Javad Fakoori (en) (-septembre 1980)[3]
- Mousa Namjoo (en) (17 septembre 1981-29 septembre 1981)[3]
- Mohammad Salimi (en)  (Octobre 1981-octobre 1985)[3]
- Mohammed Hossein Jalali (Octobre 1985-fin de la guerre)[3]

Ministère des gardes révolutionnaires :
- Mohsen Rafighdoost (en) (Novembre 1982-fin de la guerre)